# Piana Crixia
Piana Crixia ( AFI: /ˈkrizja/; in ligure A Ciana oppure A Ciâna; in piemontese Piân oppure Piòn) è un comune italiano sparso di 741 abitanti della provincia di Savona in Liguria. La sede comunale è ubicata nella località di Molino.
È il comune più settentrionale della provincia e l'unico comune ligure a confinare con la provincia di Asti, in Piemonte. Insieme a Verrua Savoia, è uno degli unici due comuni italiani a confinare con altre tre province diverse (in questo caso Cuneo, Asti, Alessandria).

## Geografia fisica
Il comune è situato in val Bormida, nel versante settentrionale dell'Appennino ligure, adiacente al fiume Bormida di Spigno. Nei pressi del paese è segnalata la presenza di una curiosa formazione rocciosa alta circa 15 metri, a forma di fungo. L'origine di tale formazione rocciosa è probabilmente dovuta al fatto che il masso sovrastante, che costituisce il cappello del fungo, ha protetto dall'erosione, causata dalle acque della Bormida di Spigno in tempi remoti, il conglomerato oligocenico della Formazione di Molare, che costituisce lo stelo del fungo. Per la sua singolarità il fungo è protagonista di parecchie leggende; inoltre in località Erche esiste un castagno di ben 252 anni (datato 1770) e censito dal Ministero delle politiche agricole alimentari e forestali.
Vi ha sede il locale Parco naturale regionale di Piana Crixia.

## Storia
Il borgo figura presente in epoca romana ad un incrocio (da cui deriverebbe il toponimo "Crixia") lungo la via Emilia Scauri.
Attorno al X secolo il borgo fu soggetto ad una razzia di pirati saraceni. Sotto i Franchi venne compreso dal 967 nella marca Aleramica e nel 1091 fu possesso di Bonifacio del Vasto.
Nel 1142 passò alla famiglia Del Carretto che vi costruì un castello. Nel 1337 fu concesso, dal Marchesato di Saluzzo, agli Scarampi di Asti e nel 1419 fu ceduto al Marchesato del Monferrato.
Divenuto quindi feudo imperiale del Regno di Sardegna (1735) partecipò, così come altre località della val Bormida, a lotte e battaglie contro la dominazione francese nel 1796, a cui seguirono rappresaglie da parte dei soldati d'oltralpe.
Con la dominazione napoleonica di fine Settecento il territorio pianese fu diviso, dal 1801, in due distinti dipartimenti: Piana e Cagna (l'odierna località di San Massimo) nel dipartimento del Tanaro; Lodisio in quello dello Stura. Annesso dal 1802 alla Repubblica Ligure, le tre comunità passarono, nel 1805 con il Primo Impero francese, dal circondario di Ceva al Dipartimento di Montenotte.
Inglobato nel 1815 nel Regno di Sardegna, così come stabilì il Congresso di Vienna del 1814, Piana, Cagna e Lodisio furono inserite nella provincia di Acqui, nel mandamento di Dego. Con il passaggio al Regno d'Italia, dal 1859 al 1927 il territorio fu compreso nel VII mandamento di Dego del circondario di Savona facente parte della provincia di Genova; nel 1927 anche il territorio comunale pianese passò sotto la neo costituita provincia di Savona.
Al 1863 risale l'attuale dicitura "Piana Crixia" in riferimento al villaggio romano di Crixia, forse situato nei pressi dell'attuale comune. Nel corso del 1880 al territorio pianese viene aggregato il comune soppresso di Cagna (l'attuale località di San Massimo), mentre Lodisio (comune autonomo dal 1861) fu invece soppresso e aggregato al comune di Santa Giulia; quest'ultimo fu a sua volta soppresso nel 1929 e il suo territorio, assieme all'ex comune di Brovida, spartito tra i comuni di Cairo Montenotte, Dego e Piana Crixia.
Dal 1973 al 30 aprile 2011 ha fatto parte della Comunità montana Alta Val Bormida.

### Simboli
Gonfalone

Lo stemma e il gonfalone sono stati approvati dal consiglio comunale n. 3 del 16 marzo 2001 e concessi con decreto del presidente della Repubblica dell'11 gennaio 2002.

## Monumenti e luoghi d'interesse

La chiesa parrocchiale dei Santi Eugenio, Vittore e Corona nella località di Borgo.

### Architetture religiose
- Chiesa parrocchiale dei Santi Eugenio, Vittore e Corona nella località di Borgo. Edificata sui resti di una cappella di epoca romana e dipendente originariamente dall'abbazia di San Salvatore di Giusvalla, poi dopo la distruzione di Giusvalla dall'abbazia di San Quintino di Spigno Monferrato, fu riedificata in stile barocco tra il 1733 e il 1766 assieme al campanile. L'interno è a croce greca.
- Oratorio dell'Annunziata nella località di Borgo, del XVIII secolo. Intitolato a Don Mauro Colombo.
- Cappella di San Giacomo nella località dei Blandri, del 1664.
- Chiesa parrocchiale di San Colombano nella località di Lodisio.
- Chiesetta presso la località di Praie.
- Chiesa di San Massimo nell'omonima località (frazione un tempo chiama 'Cagna'). Di antica origine e citata in alcuni scritti, i suoi beni appartennero in epoca medievale all'abbazia di San Salvatore di Giusvalla e poi all'abbazia di San Quintino di Spigno Monferrato. In origine la sua parrocchia era condivisa con quella di San Colombano in Lodisio e solamente nel 1823 la comunità religiosa di quest'ultima località ebbe una propria indipendenza parrocchiale. Nel 1976 la parrocchia di San Massimo divenne succursale dell'unica realtà religiosa di Piana Crixia.

### Architetture militari
Nell'attuale località di Borgo fu edificato nel X secolo, così come attesterebbe la dicitura in un atto del 991, un castello che ebbe la funzione principale di difesa e controllo, ma anche di riparo e residenza per la popolazione. A seguito della guerra tra l'esercito francese e i soldati spagnoli nel XV secolo il maniero subì pesanti danneggiamenti, che furono riparati nel 1575. Fu per ordine spagnolo che, a metà del XVIII secolo, ne fu decisa la demolizione lasciando ad oggi soltanto qualche rudere della cinta muraria medievale.

## Società

### Evoluzione demografica
Abitanti censiti

### Etnie e minoranze straniere
Secondo i dati Istat al 31 dicembre 2019, i cittadini stranieri residenti a Piana Crixia sono 93, così suddivisi per nazionalità, elencando per le presenze più significative:
1. Romania, 45

## Geografia antropica
Il territorio comunale comprende, oltre alla località capoluogo di Molino, numerose località e agglomerati urbani. Tra queste Borgo, Cheilini, Lodisio, Praie, San Massimo, Pareta, Pontevecchio, Porri e Villa per una superficie territoriale di 30,45 km².
Confina a nord con i comuni di Pezzolo Valle Uzzone (CN), Serole (AT) e Merana (AL), a sud con Dego, ad ovest con Castelletto Uzzone (CN), ad est con Spigno Monferrato (AL).

## Economia
Si basa soprattutto sulla produzione agricola e sull'allevamento del bestiame. Nel territorio vengono coltivati maggiormente i cereali e vigneti, da cui si ricavano prodotti vinicoli, nonché tartufi bianchi e funghi porcini.

## Infrastrutture e trasporti

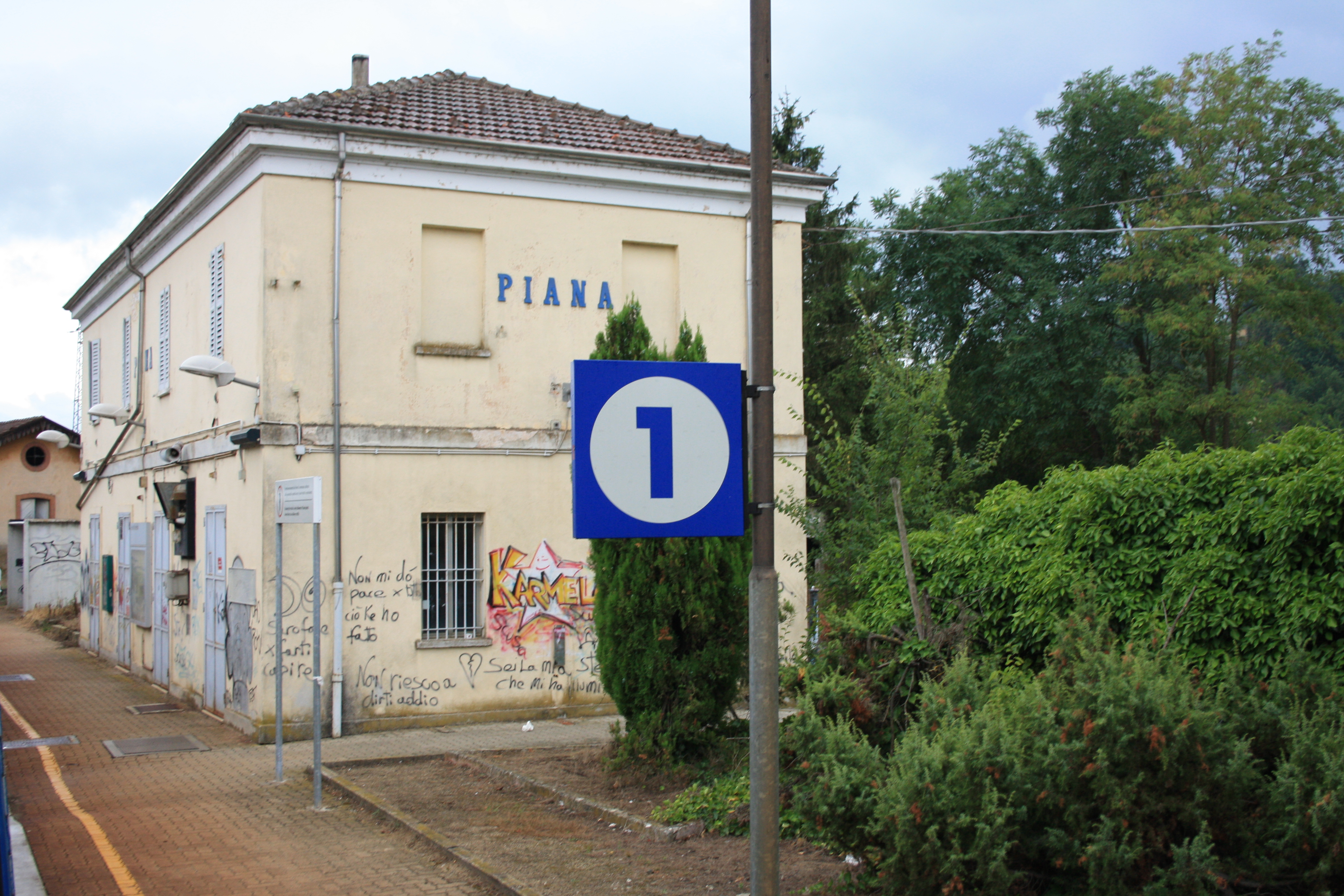
La stazione ferroviaria di Piana

### Strade
Il centro di Piana Crixia è attraversato dalla strada provinciale 29 del Colle di Cadibona che permette il collegamento stradale con Dego, a sud, e Merana (AL), a nord, innestandosi con la strada statale 30 di Val Bormida.

### Ferrovie
Piana Crixia è dotata di una locale stazione ferroviaria posta sulla linea ferroviaria Alessandria-San Giuseppe di Cairo.

## Amministrazione
| Periodo        | Periodo        | Primo cittadino | Partito                                           | Carica  | Note |
| -------------- | -------------- | --------------- | ------------------------------------------------- | ------- | ---- |
| 25 maggio 1985 | 26 maggio 1990 | Roberto Bracco  | Partito Socialista Italiano                       | Sindaco |      |
| 26 maggio 1990 | 24 aprile 1995 | Roberto Bracco  | Partito Socialista Italiano                       | Sindaco |      |
| 24 aprile 1995 | 14 giugno 1999 | Roberto Bracco  | lista civica                                      | Sindaco |      |
| 14 giugno 1999 | 14 giugno 2004 | Luigi Sormano   | lista civica                                      | Sindaco |      |
| 14 giugno 2004 | 8 giugno 2009  | Massimo Tappa   | lista civica di centro-destra                     | Sindaco |      |
| 8 giugno 2009  | 25 maggio 2014 | Massimo Tappa   | Insieme per Piana (lista civica di centro-destra) | Sindaco |      |
| 25 maggio 2014 | 27 maggio 2019 | Roberto Bracco  | Progetto per Piana (lista civica)                 | Sindaco |      |
| 27 maggio 2019 | 10 giugno 2024 | Massimo Tappa   | Insieme per Piana (lista civica di centro-destra) | Sindaco |      |
| 10 giugno 2024 | in carica      | Massimo Tappa   | Insieme per Piana (lista civica di centro-destra) | Sindaco |      |

### Gemellaggi
Piana Crixia è gemellata con:
- Saint-Jodard, dal 2001